# Parkdale (Arkansas)
Parkdale es una ciudad ubicada en el condado de Ashley en el estado estadounidense de Arkansas. En el Censo de 2010 tenía una población de 277 habitantes y una densidad poblacional de 106,42 personas por km².

## Geografía
Parkdale se encuentra ubicada en las coordenadas 33°7′16″N 91°32′47″O / 33.12111, -91.54639. Según la Oficina del Censo de los Estados Unidos, Parkdale tiene una superficie total de 2.6 km², de la cual 2.6 km² corresponden a tierra firme y (0%) 0 km² es agua.

## Demografía
Según el censo de 2010, había 277 personas residiendo en Parkdale. La densidad de población era de 106,42 hab./km². De los 277 habitantes, Parkdale estaba compuesto por el 29.24% blancos, el 67.15% eran afroamericanos, el 0% eran amerindios, el 0% eran asiáticos, el 0% eran isleños del Pacífico, el 3.61% eran de otras razas y el 0% pertenecían a dos o más razas. Del total de la población el 4.33% eran hispanos o latinos de cualquier raza.